# Arroyo del Villar
El arroyo del Villar es un regato Español, de la provincia de Salamanca y de la provincia de Ávila. Es afluente del río Valvanera, que a su vez es tributario del Tormes y del Duero.
Nace en una de las laderas del monte de la Teta (Ávila), a unos 1.141 metros de altitud, cerca del pueblo de Medinilla, y desemboca en el río Valvanera (Salamanca), a 912 metros de altitud, cerca de Santibáñez de Béjar, en un paraje llamado "La Fuente del Molinillo". Su desnivel es de 219 metros de altura y desde su nacimiento hasta su desembocadura hay 6.6 kilómetros de longitud. 
- El caudal es de régimen irregular, es caudaloso en invierno y se llega a secar completamente en verano.
- Los afluentes de este arroyo son muy pocos, tan solo hay uno importante, el cual no tiene nombre fijo pero que echa agua al regato para que corra durante el invierno. Éste, se sabe que nace cerca del Cerro del Berrueco y tiene una longitud total de 3.6 kilómetros, naciendo a 1.095 metros de altura.

- Datos: Q5706269